# Allactaga euphratica
Allactaga euphratica là một loài động vật có vú trong họ Dipodidae, bộ Gặm nhấm. Loài này được Thomas mô tả năm 1881.

## Hình ảnh

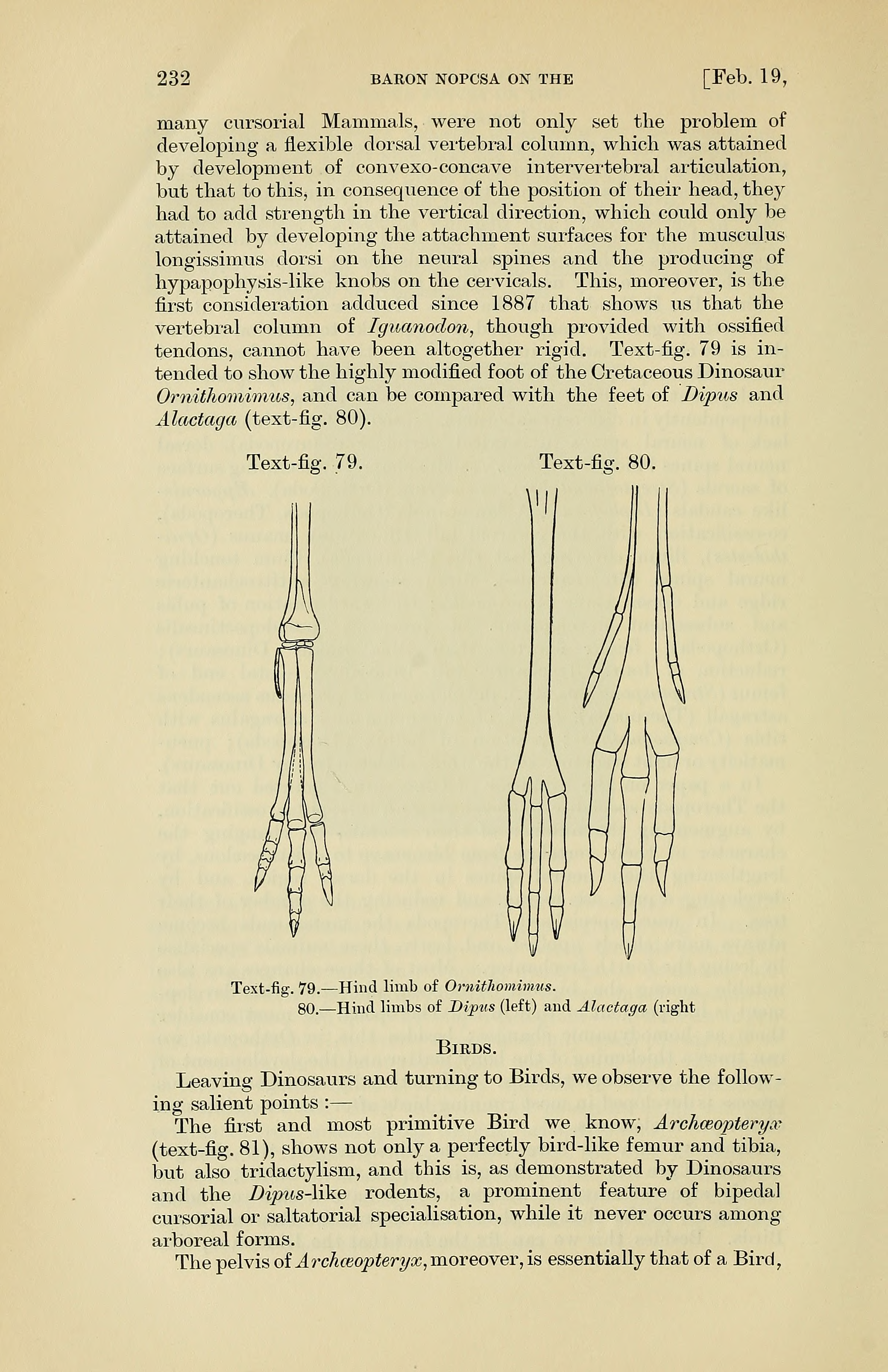